# Paris–Nice 2025
Paris–Nice 2025 var den 83:e upplagan av det franska etapploppet Paris–Nice. Cykelloppet kördes mellan den 9 och 16 mars 2025 med start i Le Perray-en-Yvelines och målgång i Nice. Loppet var en del av UCI World Tour 2025 och vanns av amerikanske Matteo Jorgenson från cykelstallet Team Visma–Lease a Bike.

## Deltagande lag
| WorldTeams (18)- Alpecin-Deceuninck - Arkéa-B&B Hotels - Bahrain-Victorious - Cofidis - Decathlon AG2R La Mondiale Team - EF Education-EasyPost - Groupama-FDJ - Ineos Grenadiers - Intermarché-Wanty - Lidl-Trek - Movistar Team - Red Bull-BORA-hansgrohe - Soudal Quick-Step - Team Jayco AlUla - Team Picnic-PostNL - Team Visma \| Lease a Bike - UAE Team Emirates XRG - XDS Astana Team ProTeams (4)- Team TotalEnergies - Tudor Pro Cycling Team - Uno-X Mobility - Caja Rural-Seguros RGA |
| |

## Etapper
| Etapp | Datum  | Start – mål                                   | type          | Distans (km) | Höjdskillnad (m) | Etappvinnare               | Totalledare      |
| ----- | ------ | --------------------------------------------- | ------------- | ------------ | ---------------- | -------------------------- | ---------------- |
| 1     | 9 mar  | Le Perray-en-Yvelines – Le Perray-en-Yvelines |               | 156,5        | 1 285 m          | Tim Merlier                | Tim Merlier      |
| 2     | 10 mar | Montesson – Bellegarde                        | Flack etapp   | 183,9        | 982 m            | Tim Merlier                | Tim Merlier      |
| 3     | 11 mar | Circuit de Nevers Magny-Cours – Nevers        | Lagtempoetapp | 28,4         | 264 m            | Team Visma \| Lease a Bike | Matteo Jorgenson |
| 4     | 12 mar | Vichy – La Loge des Gardes                    | Kuperat       | 163,4        | 2 737 m          | João Almeida               | Jonas Vingegaard |
| 5     | 13 mar | Saint-Just-en-Chevalet – La Côte-Saint-André  |               | 203,3        | 2 604 m          | Lenny Martinez             | Matteo Jorgenson |
| 6     | 14 mar | Saint-Julien-en-Saint-Alban – Berre-l'Étang   | Flack etapp   | 209,8        | 1 555 m          | Mads Pedersen              | Matteo Jorgenson |
| 7     | 15 mar | Nice – Auron                                  | Bergsetapp    | 147,8        | 3 723 m          | Michael Storer             | Matteo Jorgenson |
| 8     | 16 mar | Nice – Nice                                   | Kuperat       | 119,9        | 2 713 m          | Magnus Sheffield           | Matteo Jorgenson |

### 1:a etappen
| Le Perray-en-Yvelines - Le Perray-en-Yvelines |  | (156,5 km) |

| \| Placeringar i etappen \| Placeringar i etappen \| Placeringar i etappen \| Placeringar i etappen \| Placeringar i etappen \| \| Cyklist \| Cyklist \| Lag \| Tid \| \| \| --------------------- \| --------------------- \| -------------------------- \| --------------------- \| --------------------- \| \| 1. \| Tim Merlier \| Soudal Quick-Step \| 3t 32' 03" \| \| \| 2. \| Arnaud Démare \| Arkéa-B&B Hotels \| + 0" \| \| \| 3. \| Alberto Dainese \| Tudor Pro Cycling Team \| + 0" \| \| \| 4. \| Juan Sebastián Molano \| UAE Team Emirates XRG \| + 0" \| \| \| 5. \| Axel Zingle \| Team Visma \\| Lease a Bike \| + 0" \| \| \| 6. \| Yevgeniy Fedorov \| XDS Astana Team \| + 0" \| \| \| 7. \| Mick van Dijke \| Red Bull-Bora-Hansgrohe \| + 0" \| \| \| 8. \| Timo Kielich \| Alpecin-Deceuninck \| + 0" \| \| \| 9. \| Vincenzo Albanese \| EF Education-EasyPost \| + 0" \| \| \| 10. \| Max Walscheid \| Team Jayco AlUla \| + 0" \| \| |                       |                            |            |
| |                       |                            |            |
| |                       |                            |            |
| Placeringar i etappen |                       |                            |            |
| Cyklist | Cyklist               | Lag                        | Tid        |
| 1. | Tim Merlier           | Soudal Quick-Step          | 3t 32' 03" |
| 2. | Arnaud Démare         | Arkéa-B&B Hotels           | + 0"       |
| 3. | Alberto Dainese       | Tudor Pro Cycling Team     | + 0"       |
| 4. | Juan Sebastián Molano | UAE Team Emirates XRG      | + 0"       |
| 5. | Axel Zingle           | Team Visma \| Lease a Bike | + 0"       |
| 6. | Yevgeniy Fedorov      | XDS Astana Team            | + 0"       |
| 7. | Mick van Dijke        | Red Bull-Bora-Hansgrohe    | + 0"       |
| 8. | Timo Kielich          | Alpecin-Deceuninck         | + 0"       |
| 9. | Vincenzo Albanese     | EF Education-EasyPost      | + 0"       |
| 10. | Max Walscheid         | Team Jayco AlUla           | + 0"       |

| \| Totaltävlingen \| Totaltävlingen \| Totaltävlingen \| Totaltävlingen \| Totaltävlingen \| \| Cyklist \| Cyklist \| Lag \| Tid \| \| \| -------------- \| --------------------- \| -------------------------- \| -------------- \| -------------- \| \| 1. \| Tim Merlier \| Soudal Quick-Step \| 3t 32' 03" \| \| \| 2. \| Arnaud Démare \| Arkéa-B&B Hotels \| + 4" \| \| \| 3. \| Jhonatan Narváez \| UAE Team Emirates XRG \| + 4" \| \| \| 4. \| Alberto Dainese \| Tudor Pro Cycling Team \| + 6" \| \| \| 5. \| Matteo Jorgenson \| Team Visma \\| Lease a Bike \| + 6" \| \| \| 6. \| Magnus Sheffield \| Ineos Grenadiers \| + 8" \| \| \| 7. \| Juan Sebastián Molano \| UAE Team Emirates XRG \| + 10" \| \| \| 8. \| Axel Zingle \| Team Visma \\| Lease a Bike \| + 10" \| \| \| 9. \| Yevgeniy Fedorov \| XDS Astana Team \| + 10" \| \| \| 10. \| Mick van Dijke \| Red Bull-Bora-Hansgrohe \| + 10" \| \| |                       |                            |            |
| |                       |                            |            |
| |                       |                            |            |
| Totaltävlingen |                       |                            |            |
| Cyklist | Cyklist               | Lag                        | Tid        |
| 1. | Tim Merlier           | Soudal Quick-Step          | 3t 32' 03" |
| 2. | Arnaud Démare         | Arkéa-B&B Hotels           | + 4"       |
| 3. | Jhonatan Narváez      | UAE Team Emirates XRG      | + 4"       |
| 4. | Alberto Dainese       | Tudor Pro Cycling Team     | + 6"       |
| 5. | Matteo Jorgenson      | Team Visma \| Lease a Bike | + 6"       |
| 6. | Magnus Sheffield      | Ineos Grenadiers           | + 8"       |
| 7. | Juan Sebastián Molano | UAE Team Emirates XRG      | + 10"      |
| 8. | Axel Zingle           | Team Visma \| Lease a Bike | + 10"      |
| 9. | Yevgeniy Fedorov      | XDS Astana Team            | + 10"      |
| 10. | Mick van Dijke        | Red Bull-Bora-Hansgrohe    | + 10"      |

### 2:a etappen
| Montesson - Bellegarde | Flack etapp | (183,9 km) |

| \| Placeringar i etappen \| Placeringar i etappen \| Placeringar i etappen \| Placeringar i etappen \| Placeringar i etappen \| \| Cyklist \| Cyklist \| Lag \| Tid \| \| \| --------------------- \| --------------------- \| -------------------------- \| --------------------- \| --------------------- \| \| 1. \| Tim Merlier \| Soudal Quick-Step \| 4t 11' 29" \| \| \| 2. \| Émilien Jeannière \| Team TotalEnergies \| + 0" \| \| \| 3. \| Mads Pedersen \| Lidl-Trek \| + 0" \| \| \| 4. \| Alexander Kristoff \| Uno-X Mobility \| + 0" \| \| \| 5. \| Timo Kielich \| Alpecin-Deceuninck \| + 0" \| \| \| 6. \| Axel Zingle \| Team Visma \\| Lease a Bike \| + 0" \| \| \| 7. \| Arnaud Démare \| Arkéa-B&B Hotels \| + 0" \| \| \| 8. \| Matevž Govekar \| Bahrain Victorious \| + 0" \| \| \| 9. \| Fabio Jakobsen \| Team Picnic-PostNL \| + 0" \| \| \| 10. \| Cees Bol \| XDS Astana Team \| + 0" \| \| |                    |                            |            |
| |                    |                            |            |
| |                    |                            |            |
| Placeringar i etappen |                    |                            |            |
| Cyklist | Cyklist            | Lag                        | Tid        |
| 1. | Tim Merlier        | Soudal Quick-Step          | 4t 11' 29" |
| 2. | Émilien Jeannière  | Team TotalEnergies         | + 0"       |
| 3. | Mads Pedersen      | Lidl-Trek                  | + 0"       |
| 4. | Alexander Kristoff | Uno-X Mobility             | + 0"       |
| 5. | Timo Kielich       | Alpecin-Deceuninck         | + 0"       |
| 6. | Axel Zingle        | Team Visma \| Lease a Bike | + 0"       |
| 7. | Arnaud Démare      | Arkéa-B&B Hotels           | + 0"       |
| 8. | Matevž Govekar     | Bahrain Victorious         | + 0"       |
| 9. | Fabio Jakobsen     | Team Picnic-PostNL         | + 0"       |
| 10. | Cees Bol           | XDS Astana Team            | + 0"       |

| \| Totaltävlingen \| Totaltävlingen \| Totaltävlingen \| Totaltävlingen \| Totaltävlingen \| \| Cyklist \| Cyklist \| Lag \| Tid \| \| \| -------------- \| ----------------- \| -------------------------- \| -------------- \| -------------- \| \| 1. \| Tim Merlier \| Soudal Quick-Step \| 7t 43' 12" \| \| \| 2. \| Arnaud Démare \| Arkéa-B&B Hotels \| + 14" \| \| \| 3. \| Émilien Jeannière \| Team TotalEnergies \| + 14" \| \| \| 4. \| Matteo Jorgenson \| Team Visma \\| Lease a Bike \| + 14" \| \| \| 5. \| Jhonatan Narváez \| UAE Team Emirates XRG \| + 14" \| \| \| 6. \| Jonas Abrahamsen \| Uno-X Mobility \| + 14" \| \| \| 7. \| Mads Pedersen \| Lidl-Trek \| + 16" \| \| \| 8. \| Mick van Dijke \| Red Bull-Bora-Hansgrohe \| + 16" \| \| \| 9. \| Alberto Dainese \| Tudor Pro Cycling Team \| + 16" \| \| \| 10. \| Magnus Sheffield \| Ineos Grenadiers \| + 18" \| \| |                   |                            |            |
| |                   |                            |            |
| |                   |                            |            |
| Totaltävlingen |                   |                            |            |
| Cyklist | Cyklist           | Lag                        | Tid        |
| 1. | Tim Merlier       | Soudal Quick-Step          | 7t 43' 12" |
| 2. | Arnaud Démare     | Arkéa-B&B Hotels           | + 14"      |
| 3. | Émilien Jeannière | Team TotalEnergies         | + 14"      |
| 4. | Matteo Jorgenson  | Team Visma \| Lease a Bike | + 14"      |
| 5. | Jhonatan Narváez  | UAE Team Emirates XRG      | + 14"      |
| 6. | Jonas Abrahamsen  | Uno-X Mobility             | + 14"      |
| 7. | Mads Pedersen     | Lidl-Trek                  | + 16"      |
| 8. | Mick van Dijke    | Red Bull-Bora-Hansgrohe    | + 16"      |
| 9. | Alberto Dainese   | Tudor Pro Cycling Team     | + 16"      |
| 10. | Magnus Sheffield  | Ineos Grenadiers           | + 18"      |

### 3:e etappen
| Circuit de Nevers Magny-Cours - Nevers | Lagtempoetapp | (28,4 km) |

| \| Placeringar i etappen \| Placeringar i etappen \| Placeringar i etappen \| Placeringar i etappen \| Placeringar i etappen \| Placeringar i etappen \| \| Lag \| Lag \| Tid \| Tidsskillnad \| Hastighet \| \| \| --------------------- \| ------------------------------- \| --------------------- \| --------------------- \| --------------------- \| --------------------- \| \| 1. \| Team Visma \\| Lease a Bike \| 30' 26" \| \| 55.962 km/t \| \| \| 2. \| Team Jayco AlUla \| \| + 15" \| 55.526 km/t \| \| \| 3. \| Red Bull-BORA-hansgrohe \| \| + 25" \| 55.235 km/t \| \| \| 4. \| Lidl-Trek \| \| + 30" \| 55.065 km/t \| \| \| 5. \| Ineos Grenadiers \| \| + 33" \| 54.984 km/t \| \| \| 6. \| EF Education-EasyPost \| \| + 33" \| 54.950 km/t \| \| \| 7. \| Decathlon AG2R La Mondiale Team \| \| + 38" \| 54.793 km/t \| \| \| 8. \| UAE Team Emirates XRG \| \| + 41" \| 54.707 km/t \| \| \| 9. \| Movistar Team \| \| + 48" \| 54.513 km/t \| \| \| 10. \| Soudal Quick-Step \| \| + 50" \| 54.470 km/t \| \| |                                 |         |              |             |
| |                                 |         |              |             |
| |                                 |         |              |             |
| Placeringar i etappen |                                 |         |              |             |
| Lag | Lag                             | Tid     | Tidsskillnad | Hastighet   |
| 1. | Team Visma \| Lease a Bike      | 30' 26" |              | 55.962 km/t |
| 2. | Team Jayco AlUla                |         | + 15"        | 55.526 km/t |
| 3. | Red Bull-BORA-hansgrohe         |         | + 25"        | 55.235 km/t |
| 4. | Lidl-Trek                       |         | + 30"        | 55.065 km/t |
| 5. | Ineos Grenadiers                |         | + 33"        | 54.984 km/t |
| 6. | EF Education-EasyPost           |         | + 33"        | 54.950 km/t |
| 7. | Decathlon AG2R La Mondiale Team |         | + 38"        | 54.793 km/t |
| 8. | UAE Team Emirates XRG           |         | + 41"        | 54.707 km/t |
| 9. | Movistar Team                   |         | + 48"        | 54.513 km/t |
| 10. | Soudal Quick-Step               |         | + 50"        | 54.470 km/t |

| \| Totaltävlingen \| Totaltävlingen \| Totaltävlingen \| Totaltävlingen \| Totaltävlingen \| \| Cyklist \| Cyklist \| Lag \| Tid \| \| \| -------------- \| ----------------- \| -------------------------- \| -------------- \| -------------- \| \| 1. \| Matteo Jorgenson \| Team Visma \\| Lease a Bike \| 8t 13' 52" \| \| \| 2. \| Jonas Vingegaard \| Team Visma \\| Lease a Bike \| + 6" \| \| \| 3. \| Michael Matthews \| Team Jayco AlUla \| + 21" \| \| \| 4. \| Ben O'Connor \| Team Jayco AlUla \| + 21" \| \| \| 5. \| Aleksandr Vlasov \| Red Bull-Bora-Hansgrohe \| + 31" \| \| \| 6. \| Florian Lipowitz \| Red Bull-Bora-Hansgrohe \| + 31" \| \| \| 7. \| Mauro Schmid \| Team Jayco AlUla \| + 31" \| \| \| 8. \| Ben Zwiehoff \| Red Bull-Bora-Hansgrohe \| + 34" \| \| \| 9. \| Mattias Skjelmose \| Lidl-Trek \| + 36" \| \| \| 10. \| Magnus Sheffield \| Ineos Grenadiers \| + 38" \| \| |                   |                            |            |
| |                   |                            |            |
| |                   |                            |            |
| Totaltävlingen |                   |                            |            |
| Cyklist | Cyklist           | Lag                        | Tid        |
| 1. | Matteo Jorgenson  | Team Visma \| Lease a Bike | 8t 13' 52" |
| 2. | Jonas Vingegaard  | Team Visma \| Lease a Bike | + 6"       |
| 3. | Michael Matthews  | Team Jayco AlUla           | + 21"      |
| 4. | Ben O'Connor      | Team Jayco AlUla           | + 21"      |
| 5. | Aleksandr Vlasov  | Red Bull-Bora-Hansgrohe    | + 31"      |
| 6. | Florian Lipowitz  | Red Bull-Bora-Hansgrohe    | + 31"      |
| 7. | Mauro Schmid      | Team Jayco AlUla           | + 31"      |
| 8. | Ben Zwiehoff      | Red Bull-Bora-Hansgrohe    | + 34"      |
| 9. | Mattias Skjelmose | Lidl-Trek                  | + 36"      |
| 10. | Magnus Sheffield  | Ineos Grenadiers           | + 38"      |

### 4:e etappen
| Vichy - La Loge des Gardes | Kuperat | (163,4 km) |

| \| Placeringar i etappen \| Placeringar i etappen \| Placeringar i etappen \| Placeringar i etappen \| Placeringar i etappen \| \| Cyklist \| Cyklist \| Lag \| Tid \| \| \| --------------------- \| --------------------- \| -------------------------- \| --------------------- \| --------------------- \| \| 1. \| João Almeida \| UAE Team Emirates XRG \| 3t 37' 06" \| \| \| 2. \| Jonas Vingegaard \| Team Visma \\| Lease a Bike \| + 1" \| \| \| 3. \| Mattias Skjelmose \| Lidl-Trek \| + 2" \| \| \| 4. \| Lenny Martinez \| Bahrain Victorious \| + 2" \| \| \| 5. \| Florian Lipowitz \| Red Bull-Bora-Hansgrohe \| + 6" \| \| \| 6. \| Matteo Jorgenson \| Team Visma \\| Lease a Bike \| + 6" \| \| \| 7. \| Brandon McNulty \| UAE Team Emirates XRG \| + 9" \| \| \| 8. \| Harold Tejada \| XDS Astana Team \| + 17" \| \| \| 9. \| Thymen Arensman \| Ineos Grenadiers \| + 17" \| \| \| 10. \| Clément Champoussin \| XDS Astana Team \| + 21" \| \| |                     |                            |            |
| |                     |                            |            |
| |                     |                            |            |
| Placeringar i etappen |                     |                            |            |
| Cyklist | Cyklist             | Lag                        | Tid        |
| 1. | João Almeida        | UAE Team Emirates XRG      | 3t 37' 06" |
| 2. | Jonas Vingegaard    | Team Visma \| Lease a Bike | + 1"       |
| 3. | Mattias Skjelmose   | Lidl-Trek                  | + 2"       |
| 4. | Lenny Martinez      | Bahrain Victorious         | + 2"       |
| 5. | Florian Lipowitz    | Red Bull-Bora-Hansgrohe    | + 6"       |
| 6. | Matteo Jorgenson    | Team Visma \| Lease a Bike | + 6"       |
| 7. | Brandon McNulty     | UAE Team Emirates XRG      | + 9"       |
| 8. | Harold Tejada       | XDS Astana Team            | + 17"      |
| 9. | Thymen Arensman     | Ineos Grenadiers           | + 17"      |
| 10. | Clément Champoussin | XDS Astana Team            | + 21"      |

| \| Totaltävlingen \| Totaltävlingen \| Totaltävlingen \| Totaltävlingen \| Totaltävlingen \| \| Cyklist \| Cyklist \| Lag \| Tid \| \| \| -------------- \| ----------------- \| -------------------------- \| -------------- \| -------------- \| \| 1. \| Jonas Vingegaard \| Team Visma \\| Lease a Bike \| 11t 50' 59" \| \| \| 2. \| Matteo Jorgenson \| Team Visma \\| Lease a Bike \| + 5" \| \| \| 3. \| Mattias Skjelmose \| Lidl-Trek \| + 33" \| \| \| 4. \| Florian Lipowitz \| Red Bull-Bora-Hansgrohe \| + 36" \| \| \| 5. \| João Almeida \| UAE Team Emirates XRG \| + 37" \| \| \| 6. \| Thymen Arensman \| Ineos Grenadiers \| + 56" \| \| \| 7. \| Brandon McNulty \| UAE Team Emirates XRG \| + 58" \| \| \| 8. \| Tobias Foss \| Ineos Grenadiers \| + 1' 06" \| \| \| 9. \| Lenny Martinez \| Bahrain Victorious \| + 1' 09" \| \| \| 10. \| Pablo Castrillo \| Movistar Team \| + 1' 22" \| \| |                   |                            |             |
| |                   |                            |             |
| |                   |                            |             |
| Totaltävlingen |                   |                            |             |
| Cyklist | Cyklist           | Lag                        | Tid         |
| 1. | Jonas Vingegaard  | Team Visma \| Lease a Bike | 11t 50' 59" |
| 2. | Matteo Jorgenson  | Team Visma \| Lease a Bike | + 5"        |
| 3. | Mattias Skjelmose | Lidl-Trek                  | + 33"       |
| 4. | Florian Lipowitz  | Red Bull-Bora-Hansgrohe    | + 36"       |
| 5. | João Almeida      | UAE Team Emirates XRG      | + 37"       |
| 6. | Thymen Arensman   | Ineos Grenadiers           | + 56"       |
| 7. | Brandon McNulty   | UAE Team Emirates XRG      | + 58"       |
| 8. | Tobias Foss       | Ineos Grenadiers           | + 1' 06"    |
| 9. | Lenny Martinez    | Bahrain Victorious         | + 1' 09"    |
| 10. | Pablo Castrillo   | Movistar Team              | + 1' 22"    |

### 5:e etappen
| Saint-Just-en-Chevalet - La Côte-Saint-André |  | (203,3 km) |

| \| Placeringar i etappen \| Placeringar i etappen \| Placeringar i etappen \| Placeringar i etappen \| Placeringar i etappen \| \| Cyklist \| Cyklist \| Lag \| Tid \| \| \| --------------------- \| ---------------------- \| -------------------------- \| --------------------- \| --------------------- \| \| 1. \| Lenny Martinez \| Bahrain Victorious \| 4t 36' 23" \| \| \| 2. \| Clément Champoussin \| XDS Astana Team \| + 3" \| \| \| 3. \| Matteo Jorgenson \| Team Visma \\| Lease a Bike \| + 3" \| \| \| 4. \| Harold Tejada \| XDS Astana Team \| + 3" \| \| \| 5. \| Florian Lipowitz \| Red Bull-Bora-Hansgrohe \| + 6" \| \| \| 6. \| João Almeida \| UAE Team Emirates XRG \| + 7" \| \| \| 7. \| Brandon McNulty \| UAE Team Emirates XRG \| + 11" \| \| \| 8. \| Ilan Van Wilder \| Soudal Quick-Step \| + 16" \| \| \| 9. \| Magnus Sheffield \| Ineos Grenadiers \| + 16" \| \| \| 10. \| Aurélien Paret-Peintre \| Decathlon-AG2R La Mondiale \| + 18" \| \| |                        |                            |            |
| |                        |                            |            |
| |                        |                            |            |
| Placeringar i etappen |                        |                            |            |
| Cyklist | Cyklist                | Lag                        | Tid        |
| 1. | Lenny Martinez         | Bahrain Victorious         | 4t 36' 23" |
| 2. | Clément Champoussin    | XDS Astana Team            | + 3"       |
| 3. | Matteo Jorgenson       | Team Visma \| Lease a Bike | + 3"       |
| 4. | Harold Tejada          | XDS Astana Team            | + 3"       |
| 5. | Florian Lipowitz       | Red Bull-Bora-Hansgrohe    | + 6"       |
| 6. | João Almeida           | UAE Team Emirates XRG      | + 7"       |
| 7. | Brandon McNulty        | UAE Team Emirates XRG      | + 11"      |
| 8. | Ilan Van Wilder        | Soudal Quick-Step          | + 16"      |
| 9. | Magnus Sheffield       | Ineos Grenadiers           | + 16"      |
| 10. | Aurélien Paret-Peintre | Decathlon-AG2R La Mondiale | + 18"      |

| \| Totaltävlingen \| Totaltävlingen \| Totaltävlingen \| Totaltävlingen \| Totaltävlingen \| \| Cyklist \| Cyklist \| Lag \| Tid \| \| \| -------------- \| ------------------- \| -------------------------- \| -------------- \| -------------- \| \| 1. \| Matteo Jorgenson \| Team Visma \\| Lease a Bike \| 16t 27' 26" \| \| \| 2. \| Jonas Vingegaard \| Team Visma \\| Lease a Bike \| + 22" \| \| \| 3. \| Florian Lipowitz \| Red Bull-Bora-Hansgrohe \| + 36" \| \| \| 4. \| João Almeida \| UAE Team Emirates XRG \| + 40" \| \| \| 5. \| Lenny Martinez \| Bahrain Victorious \| + 55" \| \| \| 6. \| Mattias Skjelmose \| Lidl-Trek \| + 57" \| \| \| 7. \| Brandon McNulty \| UAE Team Emirates XRG \| + 1' 05" \| \| \| 8. \| Thymen Arensman \| Ineos Grenadiers \| + 1' 14" \| \| \| 9. \| Clément Champoussin \| XDS Astana Team \| + 1' 22" \| \| \| 10. \| Harold Tejada \| XDS Astana Team \| + 1' 24" \| \| |                     |                            |             |
| |                     |                            |             |
| |                     |                            |             |
| Totaltävlingen |                     |                            |             |
| Cyklist | Cyklist             | Lag                        | Tid         |
| 1. | Matteo Jorgenson    | Team Visma \| Lease a Bike | 16t 27' 26" |
| 2. | Jonas Vingegaard    | Team Visma \| Lease a Bike | + 22"       |
| 3. | Florian Lipowitz    | Red Bull-Bora-Hansgrohe    | + 36"       |
| 4. | João Almeida        | UAE Team Emirates XRG      | + 40"       |
| 5. | Lenny Martinez      | Bahrain Victorious         | + 55"       |
| 6. | Mattias Skjelmose   | Lidl-Trek                  | + 57"       |
| 7. | Brandon McNulty     | UAE Team Emirates XRG      | + 1' 05"    |
| 8. | Thymen Arensman     | Ineos Grenadiers           | + 1' 14"    |
| 9. | Clément Champoussin | XDS Astana Team            | + 1' 22"    |
| 10. | Harold Tejada       | XDS Astana Team            | + 1' 24"    |

### 6:e etappen
| Saint-Julien-en-Saint-Alban - Berre-l'Étang | Flack etapp | (209,8 km) |

| \| Placeringar i etappen \| Placeringar i etappen \| Placeringar i etappen \| Placeringar i etappen \| Placeringar i etappen \| \| Cyklist \| Cyklist \| Lag \| Tid \| \| \| --------------------- \| --------------------- \| -------------------------- \| --------------------- \| --------------------- \| \| 1. \| Mads Pedersen \| Lidl-Trek \| 4t 25' 37" \| \| \| 2. \| Josh Tarling \| Ineos Grenadiers \| + 0" \| \| \| 3. \| Samuel Watson \| Ineos Grenadiers \| + 0" \| \| \| 4. \| Axel Zingle \| Team Visma \\| Lease a Bike \| + 0" \| \| \| 5. \| Matteo Sobrero \| Red Bull-Bora-Hansgrohe \| + 0" \| \| \| 6. \| Magnus Sheffield \| Ineos Grenadiers \| + 0" \| \| \| 7. \| Mattias Skjelmose \| Lidl-Trek \| + 0" \| \| \| 8. \| Matteo Jorgenson \| Team Visma \\| Lease a Bike \| + 0" \| \| \| 9. \| Maximilian Schachmann \| Soudal Quick-Step \| + 0" \| \| \| 10. \| Thymen Arensman \| Ineos Grenadiers \| + 0" \| \| |                       |                            |            |
| |                       |                            |            |
| |                       |                            |            |
| Placeringar i etappen |                       |                            |            |
| Cyklist | Cyklist               | Lag                        | Tid        |
| 1. | Mads Pedersen         | Lidl-Trek                  | 4t 25' 37" |
| 2. | Josh Tarling          | Ineos Grenadiers           | + 0"       |
| 3. | Samuel Watson         | Ineos Grenadiers           | + 0"       |
| 4. | Axel Zingle           | Team Visma \| Lease a Bike | + 0"       |
| 5. | Matteo Sobrero        | Red Bull-Bora-Hansgrohe    | + 0"       |
| 6. | Magnus Sheffield      | Ineos Grenadiers           | + 0"       |
| 7. | Mattias Skjelmose     | Lidl-Trek                  | + 0"       |
| 8. | Matteo Jorgenson      | Team Visma \| Lease a Bike | + 0"       |
| 9. | Maximilian Schachmann | Soudal Quick-Step          | + 0"       |
| 10. | Thymen Arensman       | Ineos Grenadiers           | + 0"       |

| \| Totaltävlingen \| Totaltävlingen \| Totaltävlingen \| Totaltävlingen \| Totaltävlingen \| \| Cyklist \| Cyklist \| Lag \| Tid \| \| \| -------------- \| ------------------- \| -------------------------- \| -------------- \| -------------- \| \| 1. \| Matteo Jorgenson \| Team Visma \\| Lease a Bike \| 20t 52' 57" \| \| \| 2. \| Florian Lipowitz \| Red Bull-Bora-Hansgrohe \| + 40" \| \| \| 3. \| Mattias Skjelmose \| Lidl-Trek \| + 59" \| \| \| 4. \| Thymen Arensman \| Ineos Grenadiers \| + 1' 20" \| \| \| 5. \| João Almeida \| UAE Team Emirates XRG \| + 2' 40" \| \| \| 6. \| Tobias Foss \| Ineos Grenadiers \| + 2' 47" \| \| \| 7. \| Magnus Sheffield \| Ineos Grenadiers \| + 2' 54" \| \| \| 8. \| Brandon McNulty \| UAE Team Emirates XRG \| + 3' 05" \| \| \| 9. \| Clément Champoussin \| XDS Astana Team \| + 3' 22" \| \| \| 10. \| Harold Tejada \| XDS Astana Team \| + 3' 24" \| \| |                     |                            |             |
| |                     |                            |             |
| |                     |                            |             |
| Totaltävlingen |                     |                            |             |
| Cyklist | Cyklist             | Lag                        | Tid         |
| 1. | Matteo Jorgenson    | Team Visma \| Lease a Bike | 20t 52' 57" |
| 2. | Florian Lipowitz    | Red Bull-Bora-Hansgrohe    | + 40"       |
| 3. | Mattias Skjelmose   | Lidl-Trek                  | + 59"       |
| 4. | Thymen Arensman     | Ineos Grenadiers           | + 1' 20"    |
| 5. | João Almeida        | UAE Team Emirates XRG      | + 2' 40"    |
| 6. | Tobias Foss         | Ineos Grenadiers           | + 2' 47"    |
| 7. | Magnus Sheffield    | Ineos Grenadiers           | + 2' 54"    |
| 8. | Brandon McNulty     | UAE Team Emirates XRG      | + 3' 05"    |
| 9. | Clément Champoussin | XDS Astana Team            | + 3' 22"    |
| 10. | Harold Tejada       | XDS Astana Team            | + 3' 24"    |

### 7:e etappen
| Nice - Auron | Bergsetapp | (147,8 km) |

| \| Placeringar i etappen \| Placeringar i etappen \| Placeringar i etappen \| Placeringar i etappen \| Placeringar i etappen \| \| Cyklist \| Cyklist \| Lag \| Tid \| \| \| --------------------- \| --------------------- \| -------------------------- \| --------------------- \| --------------------- \| \| 1. \| Michael Storer \| Tudor Pro Cycling Team \| 2t 43' 31" \| \| \| 2. \| Mauro Schmid \| Team Jayco AlUla \| + 20" \| \| \| 3. \| Georg Steinhauser \| EF Education-EasyPost \| + 30" \| \| \| 4. \| Iván Romeo \| Movistar Team \| + 45" \| \| \| 5. \| Jordan Jegat \| Team TotalEnergies \| + 50" \| \| \| 6. \| Felix Gall \| Decathlon-AG2R La Mondiale \| + 57" \| \| \| 7. \| Lenny Martinez \| Bahrain Victorious \| + 1' 04" \| \| \| 8. \| Florian Lipowitz \| Red Bull-Bora-Hansgrohe \| + 1' 11" \| \| \| 9. \| Clément Champoussin \| XDS Astana Team \| + 1' 14" \| \| \| 10. \| Mads Pedersen \| Lidl-Trek \| + 1' 14" \| \| |                     |                            |            |
| |                     |                            |            |
| |                     |                            |            |
| Placeringar i etappen |                     |                            |            |
| Cyklist | Cyklist             | Lag                        | Tid        |
| 1. | Michael Storer      | Tudor Pro Cycling Team     | 2t 43' 31" |
| 2. | Mauro Schmid        | Team Jayco AlUla           | + 20"      |
| 3. | Georg Steinhauser   | EF Education-EasyPost      | + 30"      |
| 4. | Iván Romeo          | Movistar Team              | + 45"      |
| 5. | Jordan Jegat        | Team TotalEnergies         | + 50"      |
| 6. | Felix Gall          | Decathlon-AG2R La Mondiale | + 57"      |
| 7. | Lenny Martinez      | Bahrain Victorious         | + 1' 04"   |
| 8. | Florian Lipowitz    | Red Bull-Bora-Hansgrohe    | + 1' 11"   |
| 9. | Clément Champoussin | XDS Astana Team            | + 1' 14"   |
| 10. | Mads Pedersen       | Lidl-Trek                  | + 1' 14"   |

| \| Totaltävlingen \| Totaltävlingen \| Totaltävlingen \| Totaltävlingen \| Totaltävlingen \| \| Cyklist \| Cyklist \| Lag \| Tid \| \| \| -------------- \| ------------------- \| -------------------------- \| -------------- \| -------------- \| \| 1. \| Matteo Jorgenson \| Team Visma \\| Lease a Bike \| 23t 37' 42" \| \| \| 2. \| Florian Lipowitz \| Red Bull-Bora-Hansgrohe \| + 37" \| \| \| 3. \| Thymen Arensman \| Ineos Grenadiers \| + 1' 20" \| \| \| 4. \| Michael Storer \| Tudor Pro Cycling Team \| + 2' 25" \| \| \| 5. \| João Almeida \| UAE Team Emirates XRG \| + 2' 40" \| \| \| 6. \| Magnus Sheffield \| Ineos Grenadiers \| + 2' 54" \| \| \| 7. \| Brandon McNulty \| UAE Team Emirates XRG \| + 3' 05" \| \| \| 8. \| Clément Champoussin \| XDS Astana Team \| + 3' 22" \| \| \| 9. \| Tobias Foss \| Ineos Grenadiers \| + 3' 28" \| \| \| 10. \| Harold Tejada \| XDS Astana Team \| + 3' 36" \| \| |                     |                            |             |
| |                     |                            |             |
| |                     |                            |             |
| Totaltävlingen |                     |                            |             |
| Cyklist | Cyklist             | Lag                        | Tid         |
| 1. | Matteo Jorgenson    | Team Visma \| Lease a Bike | 23t 37' 42" |
| 2. | Florian Lipowitz    | Red Bull-Bora-Hansgrohe    | + 37"       |
| 3. | Thymen Arensman     | Ineos Grenadiers           | + 1' 20"    |
| 4. | Michael Storer      | Tudor Pro Cycling Team     | + 2' 25"    |
| 5. | João Almeida        | UAE Team Emirates XRG      | + 2' 40"    |
| 6. | Magnus Sheffield    | Ineos Grenadiers           | + 2' 54"    |
| 7. | Brandon McNulty     | UAE Team Emirates XRG      | + 3' 05"    |
| 8. | Clément Champoussin | XDS Astana Team            | + 3' 22"    |
| 9. | Tobias Foss         | Ineos Grenadiers           | + 3' 28"    |
| 10. | Harold Tejada       | XDS Astana Team            | + 3' 36"    |

### 8:e etappen
| Nice - Nice | Kuperat | (119,9 km) |

| \| Placeringar i etappen \| Placeringar i etappen \| Placeringar i etappen \| Placeringar i etappen \| Placeringar i etappen \| \| Cyklist \| Cyklist \| Lag \| Tid \| \| \| --------------------- \| ---------------------- \| -------------------------- \| --------------------- \| --------------------- \| \| 1. \| Magnus Sheffield \| Ineos Grenadiers \| 2t 48' 37" \| \| \| 2. \| Matteo Jorgenson \| Team Visma \\| Lease a Bike \| + 29" \| \| \| 3. \| Felix Gall \| Decathlon-AG2R La Mondiale \| + 35" \| \| \| 4. \| Michael Storer \| Tudor Pro Cycling Team \| + 1' 01" \| \| \| 5. \| Clément Champoussin \| XDS Astana Team \| + 1' 01" \| \| \| 6. \| Florian Lipowitz \| Red Bull-Bora-Hansgrohe \| + 1' 01" \| \| \| 7. \| Thymen Arensman \| Ineos Grenadiers \| + 1' 01" \| \| \| 8. \| Aleksandr Vlasov \| Red Bull-Bora-Hansgrohe \| + 1' 04" \| \| \| 9. \| Ilan Van Wilder \| Soudal Quick-Step \| + 1' 40" \| \| \| 10. \| Aurélien Paret-Peintre \| Decathlon-AG2R La Mondiale \| + 1' 00" \| \| |                        |                            |            |
| |                        |                            |            |
| |                        |                            |            |
| Placeringar i etappen |                        |                            |            |
| Cyklist | Cyklist                | Lag                        | Tid        |
| 1. | Magnus Sheffield       | Ineos Grenadiers           | 2t 48' 37" |
| 2. | Matteo Jorgenson       | Team Visma \| Lease a Bike | + 29"      |
| 3. | Felix Gall             | Decathlon-AG2R La Mondiale | + 35"      |
| 4. | Michael Storer         | Tudor Pro Cycling Team     | + 1' 01"   |
| 5. | Clément Champoussin    | XDS Astana Team            | + 1' 01"   |
| 6. | Florian Lipowitz       | Red Bull-Bora-Hansgrohe    | + 1' 01"   |
| 7. | Thymen Arensman        | Ineos Grenadiers           | + 1' 01"   |
| 8. | Aleksandr Vlasov       | Red Bull-Bora-Hansgrohe    | + 1' 04"   |
| 9. | Ilan Van Wilder        | Soudal Quick-Step          | + 1' 40"   |
| 10. | Aurélien Paret-Peintre | Decathlon-AG2R La Mondiale | + 1' 00"   |

## Resultat

### Sammanlagt
| \| Totaltävlingen \| Totaltävlingen \| Totaltävlingen \| Totaltävlingen \| Totaltävlingen \| \| Cyklist \| Cyklist \| Lag \| Tid \| \| \| -------------- \| ---------------------- \| -------------------------- \| -------------- \| -------------- \| \| 1. \| Matteo Jorgenson \| Team Visma \\| Lease a Bike \| 26t 26' 42" \| \| \| 2. \| Florian Lipowitz \| Red Bull-Bora-Hansgrohe \| + 1' 15" \| \| \| 3. \| Thymen Arensman \| Ineos Grenadiers \| + 1' 58" \| \| \| 4. \| Magnus Sheffield \| Ineos Grenadiers \| + 2' 17" \| \| \| 5. \| Michael Storer \| Tudor Pro Cycling Team \| + 3' 03" \| \| \| 6. \| João Almeida \| UAE Team Emirates XRG \| + 3' 57" \| \| \| 7. \| Clément Champoussin \| XDS Astana Team \| + 4' 00" \| \| \| 8. \| Harold Tejada \| XDS Astana Team \| + 4' 53" \| \| \| 9. \| Tobias Foss \| Ineos Grenadiers \| + 4' 59" \| \| \| 10. \| Ilan Van Wilder \| Soudal Quick-Step \| + 5' 26" \| \| \| 11. \| Pablo Castrillo \| Movistar Team \| + 5' 45" \| \| \| 12. \| Aurélien Paret-Peintre \| Decathlon-AG2R La Mondiale \| + 6' 07" \| \| \| 13. \| Guillaume Martin \| Groupama-FDJ \| + 6' 43" \| \| \| 14. \| Ben O'Connor \| Team Jayco AlUla \| + 8' 51" \| \| \| 15. \| William Barta \| Movistar Team \| + 9' 53" \| \| |                        |                            |             |
| |                        |                            |             |
| |                        |                            |             |
| Totaltävlingen |                        |                            |             |
| Cyklist | Cyklist                | Lag                        | Tid         |
| 1. | Matteo Jorgenson       | Team Visma \| Lease a Bike | 26t 26' 42" |
| 2. | Florian Lipowitz       | Red Bull-Bora-Hansgrohe    | + 1' 15"    |
| 3. | Thymen Arensman        | Ineos Grenadiers           | + 1' 58"    |
| 4. | Magnus Sheffield       | Ineos Grenadiers           | + 2' 17"    |
| 5. | Michael Storer         | Tudor Pro Cycling Team     | + 3' 03"    |
| 6. | João Almeida           | UAE Team Emirates XRG      | + 3' 57"    |
| 7. | Clément Champoussin    | XDS Astana Team            | + 4' 00"    |
| 8. | Harold Tejada          | XDS Astana Team            | + 4' 53"    |
| 9. | Tobias Foss            | Ineos Grenadiers           | + 4' 59"    |
| 10. | Ilan Van Wilder        | Soudal Quick-Step          | + 5' 26"    |
| 11. | Pablo Castrillo        | Movistar Team              | + 5' 45"    |
| 12. | Aurélien Paret-Peintre | Decathlon-AG2R La Mondiale | + 6' 07"    |
| 13. | Guillaume Martin       | Groupama-FDJ               | + 6' 43"    |
| 14. | Ben O'Connor           | Team Jayco AlUla           | + 8' 51"    |
| 15. | William Barta          | Movistar Team              | + 9' 53"    |

### Övriga tävlingar
| Poängtävlingen | Poängtävlingen    | Poängtävlingen             | Poängtävlingen | Poängtävlingen |
| Cyklist        | Cyklist           | Lag                        | Poäng          |                |
| -------------- | ----------------- | -------------------------- | -------------- | -------------- |
| 1.             | Mads Pedersen     | Lidl-Trek                  | 62 poäng       |                |
| 2.             | Matteo Jorgenson  | Team Visma \| Lease a Bike | 57 poäng       |                |
| 3.             | Magnus Sheffield  | Ineos Grenadiers           | 41 poäng       |                |
| 4.             | Axel Zingle       | Team Visma \| Lease a Bike | 36 poäng       |                |
| 5.             | Michael Storer    | Tudor Pro Cycling Team     | 33 poäng       |                |
| 6.             | Florian Lipowitz  | Red Bull-Bora-Hansgrohe    | 28 poäng       |                |
| 7.             | Lenny Martinez    | Bahrain Victorious         | 27 poäng       |                |
| 8.             | Timo Kielich      | Alpecin-Deceuninck         | 26 poäng       |                |
| 9.             | Josh Tarling      | Ineos Grenadiers           | 22 poäng       |                |
| 10.            | Émilien Jeannière | Team TotalEnergies         | 22 poäng       |                |

| Poängtävlingen | Poängtävlingen    | Poängtävlingen             | Poängtävlingen | Poängtävlingen |
| Cyklist        | Cyklist           | Lag                        | Poäng          |                |
| -------------- | ----------------- | -------------------------- | -------------- | -------------- |
| 1.             | Mads Pedersen     | Lidl-Trek                  | 62 poäng       |                |
| 2.             | Matteo Jorgenson  | Team Visma \| Lease a Bike | 57 poäng       |                |
| 3.             | Magnus Sheffield  | Ineos Grenadiers           | 41 poäng       |                |
| 4.             | Axel Zingle       | Team Visma \| Lease a Bike | 36 poäng       |                |
| 5.             | Michael Storer    | Tudor Pro Cycling Team     | 33 poäng       |                |
| 6.             | Florian Lipowitz  | Red Bull-Bora-Hansgrohe    | 28 poäng       |                |
| 7.             | Lenny Martinez    | Bahrain Victorious         | 27 poäng       |                |
| 8.             | Timo Kielich      | Alpecin-Deceuninck         | 26 poäng       |                |
| 9.             | Josh Tarling      | Ineos Grenadiers           | 22 poäng       |                |
| 10.            | Émilien Jeannière | Team TotalEnergies         | 22 poäng       |                |

| Bergstävlingen | Bergstävlingen     | Bergstävlingen             | Bergstävlingen | Bergstävlingen |
| Cyklist        | Cyklist            | Lag                        | Poäng          |                |
| -------------- | ------------------ | -------------------------- | -------------- | -------------- |
| 1.             | Thomas Gachignard  | Team TotalEnergies         | 21 poäng       |                |
| 2.             | Michael Storer     | Tudor Pro Cycling Team     | 20 poäng       |                |
| 3.             | João Almeida       | UAE Team Emirates XRG      | 20 poäng       |                |
| 4.             | Alexandre Delettre | Team TotalEnergies         | 17 poäng       |                |
| 5.             | Lenny Martinez     | Bahrain Victorious         | 14 poäng       |                |
| 6.             | Tobias Foss        | Ineos Grenadiers           | 14 poäng       |                |
| 7.             | Magnus Sheffield   | Ineos Grenadiers           | 12 poäng       |                |
| 8.             | Matteo Jorgenson   | Team Visma \| Lease a Bike | 12 poäng       |                |
| 9.             | Aleksandr Vlasov   | Red Bull-Bora-Hansgrohe    | 11 poäng       |                |
| 10.            | Josh Tarling       | Ineos Grenadiers           | 10 poäng       |                |

| Bergstävlingen | Bergstävlingen     | Bergstävlingen             | Bergstävlingen | Bergstävlingen |
| Cyklist        | Cyklist            | Lag                        | Poäng          |                |
| -------------- | ------------------ | -------------------------- | -------------- | -------------- |
| 1.             | Thomas Gachignard  | Team TotalEnergies         | 21 poäng       |                |
| 2.             | Michael Storer     | Tudor Pro Cycling Team     | 20 poäng       |                |
| 3.             | João Almeida       | UAE Team Emirates XRG      | 20 poäng       |                |
| 4.             | Alexandre Delettre | Team TotalEnergies         | 17 poäng       |                |
| 5.             | Lenny Martinez     | Bahrain Victorious         | 14 poäng       |                |
| 6.             | Tobias Foss        | Ineos Grenadiers           | 14 poäng       |                |
| 7.             | Magnus Sheffield   | Ineos Grenadiers           | 12 poäng       |                |
| 8.             | Matteo Jorgenson   | Team Visma \| Lease a Bike | 12 poäng       |                |
| 9.             | Aleksandr Vlasov   | Red Bull-Bora-Hansgrohe    | 11 poäng       |                |
| 10.            | Josh Tarling       | Ineos Grenadiers           | 10 poäng       |                |

| Ungdomstävlingen | Ungdomstävlingen   | Ungdomstävlingen        | Ungdomstävlingen | Ungdomstävlingen |
| Cyklist          | Cyklist            | Lag                     | Tid              |                  |
| ---------------- | ------------------ | ----------------------- | ---------------- | ---------------- |
| 1.               | Florian Lipowitz   | Red Bull-Bora-Hansgrohe | 26t 27' 57"      |                  |
| 2.               | Magnus Sheffield   | Ineos Grenadiers        | + 1' 02"         |                  |
| 3.               | Ilan Van Wilder    | Soudal Quick-Step       | + 4' 11"         |                  |
| 4.               | Pablo Castrillo    | Movistar Team           | + 4' 30"         |                  |
| 5.               | Raúl García Pierna | Arkéa-B&B Hotels        | + 8' 52"         |                  |
| 6.               | Iván Romeo         | Movistar Team           | + 13' 33"        |                  |
| 7.               | Lenny Martinez     | Bahrain Victorious      | + 16' 13"        |                  |
| 8.               | Josh Tarling       | Ineos Grenadiers        | + 17' 06"        |                  |
| 9.               | Johannes Kulset    | Uno-X Mobility          | + 21' 13"        |                  |
| 10.              | Georg Steinhauser  | EF Education-EasyPost   | + 29' 13"        |                  |

| Ungdomstävlingen | Ungdomstävlingen   | Ungdomstävlingen        | Ungdomstävlingen | Ungdomstävlingen |
| Cyklist          | Cyklist            | Lag                     | Tid              |                  |
| ---------------- | ------------------ | ----------------------- | ---------------- | ---------------- |
| 1.               | Florian Lipowitz   | Red Bull-Bora-Hansgrohe | 26t 27' 57"      |                  |
| 2.               | Magnus Sheffield   | Ineos Grenadiers        | + 1' 02"         |                  |
| 3.               | Ilan Van Wilder    | Soudal Quick-Step       | + 4' 11"         |                  |
| 4.               | Pablo Castrillo    | Movistar Team           | + 4' 30"         |                  |
| 5.               | Raúl García Pierna | Arkéa-B&B Hotels        | + 8' 52"         |                  |
| 6.               | Iván Romeo         | Movistar Team           | + 13' 33"        |                  |
| 7.               | Lenny Martinez     | Bahrain Victorious      | + 16' 13"        |                  |
| 8.               | Josh Tarling       | Ineos Grenadiers        | + 17' 06"        |                  |
| 9.               | Johannes Kulset    | Uno-X Mobility          | + 21' 13"        |                  |
| 10.              | Georg Steinhauser  | EF Education-EasyPost   | + 29' 13"        |                  |

| Lagtävlingen | Lagtävlingen                    | Lagtävlingen | Lagtävlingen |
| Lag          | Lag                             | Tid          |              |
| ------------ | ------------------------------- | ------------ | ------------ |
| 1.           | Ineos Grenadiers                | 79t 29' 04"  |              |
| 2.           | Movistar Team                   | + 15' 32"    |              |
| 3.           | Red Bull-BORA-hansgrohe         | + 24' 30"    |              |
| 4.           | XDS Astana Team                 | + 25' 20"    |              |
| 5.           | Decathlon AG2R La Mondiale Team | + 25' 51"    |              |
| 6.           | UAE Team Emirates XRG           | + 31' 05"    |              |
| 7.           | Groupama-FDJ                    | + 40' 13"    |              |
| 8.           | Team Jayco AlUla                | + 45' 01"    |              |
| 9.           | Team Visma \| Lease a Bike      | + 45' 50"    |              |
| 10.          | Tudor Pro Cycling Team          | + 53' 02"    |              |

| Lagtävlingen | Lagtävlingen                    | Lagtävlingen | Lagtävlingen |
| Lag          | Lag                             | Tid          |              |
| ------------ | ------------------------------- | ------------ | ------------ |
| 1.           | Ineos Grenadiers                | 79t 29' 04"  |              |
| 2.           | Movistar Team                   | + 15' 32"    |              |
| 3.           | Red Bull-BORA-hansgrohe         | + 24' 30"    |              |
| 4.           | XDS Astana Team                 | + 25' 20"    |              |
| 5.           | Decathlon AG2R La Mondiale Team | + 25' 51"    |              |
| 6.           | UAE Team Emirates XRG           | + 31' 05"    |              |
| 7.           | Groupama-FDJ                    | + 40' 13"    |              |
| 8.           | Team Jayco AlUla                | + 45' 01"    |              |
| 9.           | Team Visma \| Lease a Bike      | + 45' 50"    |              |
| 10.          | Tudor Pro Cycling Team          | + 53' 02"    |              |

## Startlista
| Team Visma \| Lease a Bike TVL               | Team Visma \| Lease a Bike TVL   | Team Visma \| Lease a Bike TVL |
| -------------------------------------------- | -------------------------------- | ------------------------------ |
| #                                            | Cyklist                          | Placering                      |
| 1                                            | Matteo Jorgenson (USA)           | 1.                             |
| 2                                            | Edoardo Affini (ITA) (tempolopp) | 104.                           |
| 3                                            | Victor Campenaerts (BEL)         | 56.                            |
| 4                                            | Per Strand Hagenes (NOR)         | DNF-8                          |
| 5                                            | Bart Lemmen (NED)                | 71.                            |
| 6                                            | Jonas Vingegaard (DEN)           | DNS-6                          |
| 7                                            | Axel Zingle (FRA)                | 53.                            |
| Sportchef : Frans Maassen, Arthur Van Dongen |                                  |                                |

| Soudal Quick-Step SOQ                  | Soudal Quick-Step SOQ        | Soudal Quick-Step SOQ |
| -------------------------------------- | ---------------------------- | --------------------- |
| #                                      | Cyklist                      | Placering             |
| 11                                     | Maximilian Schachmann (GER)  | 17.                   |
| 12                                     | Ayco Bastiaens (BEL)         | 102.                  |
| 13                                     | Yves Lampaert (BEL)          | 86.                   |
| 14                                     | Tim Merlier (BEL) (landsväg) | DNF-8                 |
| 15                                     | Dries Van Gestel (BEL)       | 76.                   |
| 16                                     | Bert Van Lerberghe (BEL)     | DNF-8                 |
| 17                                     | Ilan Van Wilder (BEL)        | 10.                   |
| Sportchef : Tom Steels, Dries Devenyns |                              |                       |

| UAE Team Emirates XRG UAD                    | UAE Team Emirates XRG UAD         | UAE Team Emirates XRG UAD |
| -------------------------------------------- | --------------------------------- | ------------------------- |
| #                                            | Cyklist                           | Placering                 |
| 21                                           | Brandon McNulty (USA) (tempolopp) | DNF-8                     |
| 22                                           | João Almeida (POR)                | 6.                        |
| 23                                           | Ivo Oliveira (POR)                | 105.                      |
| 24                                           | Juan Sebastián Molano (COL)       | DNS-7                     |
| 25                                           | Jhonatan Narváez (ECU) (landsväg) | 37.                       |
| 26                                           | Nils Politt (GER) (tempolopp)     | 40.                       |
| 27                                           | Pavel Sivakov (FRA)               | 85.                       |
| Sportchef : Fabio Baldato, Simone Pedrazzini |                                   |                           |

| Lidl-Trek LTK                              | Lidl-Trek LTK                | Lidl-Trek LTK |
| ------------------------------------------ | ---------------------------- | ------------- |
| #                                          | Cyklist                      | Placering     |
| 31                                         | Mattias Skjelmose (DEN)      | DNF-7         |
| 32                                         | Julien Bernard (FRA)         | DNS-4         |
| 33                                         | Ryan Gibbons (RSA)           | DNF-5         |
| 34                                         | Daan Hoole (NED) (tempolopp) | 57.           |
| 35                                         | Alex Kirsch (LUX)            | 65.           |
| 36                                         | Mads Pedersen (DEN)          | 26.           |
| 37                                         | Otto Vergaerde (BEL)         | 79.           |
| Sportchef : Steven de Jongh, Michael Schär |                              |               |

| Red Bull-Bora-Hansgrohe RBH            | Red Bull-Bora-Hansgrohe RBH | Red Bull-Bora-Hansgrohe RBH |
| -------------------------------------- | --------------------------- | --------------------------- |
| #                                      | Cyklist                     | Placering                   |
| 41                                     | Aleksandr Vlasov            | 35.                         |
| 42                                     | Florian Lipowitz (GER)      | 2.                          |
| 43                                     | Ryan Mullen (IRL)           | 110.                        |
| 44                                     | Matteo Sobrero (ITA)        | 28.                         |
| 45                                     | Mick van Dijke (NED)        | 91.                         |
| 46                                     | Danny van Poppel (NED)      | DNF-2                       |
| 47                                     | Ben Zwiehoff (GER)          | 36.                         |
| Sportchef : Patxi Vila, Shane Archbold |                             |                             |

| Team Jayco AlUla JAY                      | Team Jayco AlUla JAY            | Team Jayco AlUla JAY |
| ----------------------------------------- | ------------------------------- | -------------------- |
| #                                         | Cyklist                         | Placering            |
| 51                                        | Ben O'Connor (AUS)              | 14.                  |
| 52                                        | Luke Durbridge (AUS) (landsväg) | DNF-2                |
| 53                                        | Michael Hepburn (AUS)           | 111.                 |
| 54                                        | Michael Matthews (AUS)          | 55.                  |
| 55                                        | Kelland O'Brien (AUS)           | 66.                  |
| 56                                        | Mauro Schmid (SUI) (landsväg)   | 33.                  |
| 57                                        | Max Walscheid (GER)             | DNS-7                |
| Sportchef : Mathew Hayman, Pieter Weening |                                 |                      |

| Ineos Grenadiers IGD                        | Ineos Grenadiers IGD           | Ineos Grenadiers IGD |
| ------------------------------------------- | ------------------------------ | -------------------- |
| #                                           | Cyklist                        | Placering            |
| 61                                          | Thymen Arensman (NED)          | 3.                   |
| 62                                          | Tobias Foss (NOR)              | 9.                   |
| 63                                          | Bob Jungels (LUX)              | 67.                  |
| 64                                          | Magnus Sheffield (USA)         | 4.                   |
| 65                                          | Ben Swift (GBR)                | 74.                  |
| 66                                          | Josh Tarling (GBR) (tempolopp) | 27.                  |
| 67                                          | Samuel Watson (GBR)            | 77.                  |
| Sportchef : Christian Knees, Leonardo Basso |                                |                      |

| Decathlon-AG2R La Mondiale DAT           | Decathlon-AG2R La Mondiale DAT | Decathlon-AG2R La Mondiale DAT |
| ---------------------------------------- | ------------------------------ | ------------------------------ |
| #                                        | Cyklist                        | Placering                      |
| 71                                       | Felix Gall (AUT)               | 18.                            |
| 72                                       | Bruno Armirail (FRA)           | 62.                            |
| 73                                       | Stefan Bissegger (SUI)         | 43.                            |
| 74                                       | Sander De Pestel (BEL)         | 82.                            |
| 75                                       | Oliver Naesen (BEL)            | 59.                            |
| 76                                       | Aurélien Paret-Peintre (FRA)   | 12.                            |
| 77                                       | Callum Scotson (AUS)           | 61.                            |
| Sportchef : Cyril Dessel, Sébastien Joly |                                |                                |

| Bahrain Victorious TBV                       | Bahrain Victorious TBV  | Bahrain Victorious TBV |
| -------------------------------------------- | ----------------------- | ---------------------- |
| #                                            | Cyklist                 | Placering              |
| 81                                           | Santiago Buitrago (COL) | DNF-4                  |
| 82                                           | Matevž Govekar (SLO)    | 109.                   |
| 83                                           | Kamil Gradek (POL)      | 113.                   |
| 84                                           | Jack Haig (AUS)         | 30.                    |
| 85                                           | Lenny Martinez (FRA)    | 24.                    |
| 86                                           | Fred Wright (GBR)       | 68.                    |
| 87                                           | Edoardo Zambanini (ITA) | 42.                    |
| Sportchef : Roman Kreuziger, Aart Vierhouten |                         |                        |

| Team Picnic-PostNL TPP                   | Team Picnic-PostNL TPP     | Team Picnic-PostNL TPP |
| ---------------------------------------- | -------------------------- | ---------------------- |
| #                                        | Cyklist                    | Placering              |
| 91                                       | Warren Barguil (FRA)       | 34.                    |
| 92                                       | Tobias Lund Andresen (DEN) | 84.                    |
| 93                                       | John Degenkolb (GER)       | 94.                    |
| 94                                       | Sean Flynn (GBR)           | 92.                    |
| 95                                       | Fabio Jakobsen (NED)       | DNF-5                  |
| 96                                       | Tim Naberman (NED)         | DNF-7                  |
| 97                                       | Julius van den Berg (NED)  | 89.                    |
| Sportchef : Melvin Rullière, Rudie Kemna |                            |                        |

| Movistar Team MOV                             | Movistar Team MOV                  | Movistar Team MOV |
| --------------------------------------------- | ---------------------------------- | ----------------- |
| #                                             | Cyklist                            | Placering         |
| 101                                           | Iván Romeo (ESP)                   | 21.               |
| 102                                           | William Barta (USA)                | 15.               |
| 103                                           | Pablo Castrillo (ESP)              | 11.               |
| 104                                           | Jefferson Cepeda (ECU) (tempolopp) | DNF-7             |
| 105                                           | Iván García Cortina (ESP)          | 51.               |
| 106                                           | Lorenzo Milesi (ITA)               | 60.               |
| 107                                           | Manlio Moro (ITA)                  | 98.               |
| Sportchef : Pablo Lastras, José Joaquín Rojas |                                    |                   |

| Tudor Pro Cycling Team TUD                        | Tudor Pro Cycling Team TUD | Tudor Pro Cycling Team TUD |
| ------------------------------------------------- | -------------------------- | -------------------------- |
| #                                                 | Cyklist                    | Placering                  |
| 111                                               | Julian Alaphilippe (FRA)   | 44.                        |
| 112                                               | Alberto Dainese (ITA)      | DNS-8                      |
| 113                                               | Robin Froidevaux (SUI)     | DNS-7                      |
| 114                                               | Marco Haller (AUT)         | 88.                        |
| 115                                               | Fabian Lienhard (SUI)      | 103.                       |
| 116                                               | Michael Storer (AUS)       | 5.                         |
| 117                                               | Matteo Trentin (ITA)       | 39.                        |
| Sportchef : Morgan Lamoisson, Sylvain Blanquefort |                            |                            |

| Groupama-FDJ GFC                         | Groupama-FDJ GFC       | Groupama-FDJ GFC |
| ---------------------------------------- | ---------------------- | ---------------- |
| #                                        | Cyklist                | Placering        |
| 121                                      | Guillaume Martin (FRA) | 13.              |
| 122                                      | Rémi Cavagna (FRA)     | 58.              |
| 123                                      | Kevin Geniets (LUX)    | 25.              |
| 124                                      | Thibaud Gruel (FRA)    | 69.              |
| 125                                      | Johan Jacobs (SUI)     | 50.              |
| 126                                      | Stefan Küng (SUI)      | 45.              |
| 127                                      | Enzo Paleni (FRA)      | 90.              |
| Sportchef : Yvon Caër, Benoît Vaugrenard |                        |                  |

| XDS Astana Team XAT                         | XDS Astana Team XAT       | XDS Astana Team XAT |
| ------------------------------------------- | ------------------------- | ------------------- |
| #                                           | Cyklist                   | Placering           |
| 131                                         | Harold Tejada (COL)       | 8.                  |
| 132                                         | Cees Bol (NED)            | DNS-7               |
| 133                                         | Clément Champoussin (FRA) | 7.                  |
| 134                                         | Anthon Charmig (DEN)      | 101.                |
| 135                                         | Yevgeniy Fedorov (KAZ)    | 99.                 |
| 136                                         | Mike Teunissen (NED)      | 52.                 |
| 137                                         | Nicolas Vinokurov (KAZ)   | 47.                 |
| Sportchef : Dmitrij Fofonov, Peter Kennaugh |                           |                     |

| Arkéa-B&B Hotels ARK                      | Arkéa-B&B Hotels ARK     | Arkéa-B&B Hotels ARK |
| ----------------------------------------- | ------------------------ | -------------------- |
| #                                         | Cyklist                  | Placering            |
| 141                                       | Arnaud Démare (FRA)      | DNS-7                |
| 142                                       | Ewen Costiou (FRA)       | 49.                  |
| 143                                       | Raúl García Pierna (ESP) | 16.                  |
| 144                                       | Thibault Guernalec (FRA) | 54.                  |
| 145                                       | Miles Scotson (AUS)      | 108.                 |
| 146                                       | Florian Sénéchal (FRA)   | DNF-2                |
| 147                                       | Pierre Thierry (FRA)     | 107.                 |
| Sportchef : Arnaud Gérard, Laurent Pichon |                          |                      |

| EF Education-EasyPost EFE                      | EF Education-EasyPost EFE | EF Education-EasyPost EFE |
| ---------------------------------------------- | ------------------------- | ------------------------- |
| #                                              | Cyklist                   | Placering                 |
| 151                                            | Neilson Powless (USA)     | 31.                       |
| 152                                            | Vincenzo Albanese (ITA)   | 87.                       |
| 153                                            | Kasper Asgreen (DEN)      | DNS-2                     |
| 154                                            | Owain Doull (GBR)         | 46.                       |
| 155                                            | Georg Steinhauser (GER)   | 38.                       |
| 156                                            | Harry Sweeny (AUS)        | 64.                       |
| 157                                            | Max Walker (GBR)          | DNF-8                     |
| Sportchef : Sebastian Langeveld, Andreas Klier |                           |                           |

| Uno-X Mobility UXM                               | Uno-X Mobility UXM          | Uno-X Mobility UXM |
| ------------------------------------------------ | --------------------------- | ------------------ |
| #                                                | Cyklist                     | Placering          |
| 161                                              | Alexander Kristoff (NOR)    | DNF-7              |
| 162                                              | Jonas Abrahamsen (NOR)      | DNS-7              |
| 163                                              | Amund Grøndahl Jansen (NOR) | DNS-4              |
| 164                                              | Johannes Kulset (NOR)       | 32.                |
| 165                                              | Andreas Leknessund (NOR)    | 29.                |
| 166                                              | Anders Skaarseth (NOR)      | 78.                |
| 167                                              | Rasmus Fossum Tiller (NOR)  | 93.                |
| Sportchef : Stig Kristiansen, Christian Andersen |                             |                    |

| Cofidis COF                                    | Cofidis COF                 | Cofidis COF |
| ---------------------------------------------- | --------------------------- | ----------- |
| #                                              | Cyklist                     | Placering   |
| 171                                            | Stanisław Aniołkowski (POL) | DNS-7       |
| 172                                            | Aimé De Gendt (BEL)         | DNS-7       |
| 173                                            | Clément Izquierdo (FRA)     | 80.         |
| 174                                            | Sam Maisonobe (FRA)         | DNF-4       |
| 175                                            | Sylvain Moniquet (BEL)      | DNF-5       |
| 176                                            | Anthony Perez (FRA)         | 73.         |
| 177                                            | Sergio Samitier (ESP)       | 75.         |
| Sportchef : Jimmy Engoulvent, Jean-Luc Jonrond |                             |             |

| Intermarché-Wanty IWA                            | Intermarché-Wanty IWA                | Intermarché-Wanty IWA |
| ------------------------------------------------ | ------------------------------------ | --------------------- |
| #                                                | Cyklist                              | Placering             |
| 181                                              | Georg Zimmermann (GER)               | 20.                   |
| 182                                              | Kobe Goossens (BEL)                  | 19.                   |
| 183                                              | Hugo Page (FRA)                      | DNS-7                 |
| 184                                              | Adrien Petit (FRA)                   | DNF-8                 |
| 185                                              | Dion Smith (NZL)                     | 63.                   |
| 186                                              | Taco van der Hoorn (NED)             | DNS-3                 |
| 187                                              | Roel Daan van Sintmaartensdijk (NED) | DNS-8                 |
| Sportchef : Steven De Neef, Pieter Vanspeybrouck |                                      |                       |

| Team TotalEnergies TEN                  | Team TotalEnergies TEN   | Team TotalEnergies TEN |
| --------------------------------------- | ------------------------ | ---------------------- |
| #                                       | Cyklist                  | Placering              |
| 191                                     | Anthony Turgis (FRA)     | DNF-7                  |
| 192                                     | Steff Cras (BEL)         | DNF-4                  |
| 193                                     | Alexandre Delettre (FRA) | 70.                    |
| 194                                     | Thomas Gachignard (FRA)  | 41.                    |
| 195                                     | Émilien Jeannière (FRA)  | 100.                   |
| 196                                     | Jordan Jegat (FRA)       | 23.                    |
| 197                                     | Samuel Leroux (FRA)      | DNF-5                  |
| Sportchef : Romain Sicard, Thibaut Macé |                          |                        |

| Alpecin-Deceuninck ADC                        | Alpecin-Deceuninck ADC  | Alpecin-Deceuninck ADC |
| --------------------------------------------- | ----------------------- | ---------------------- |
| #                                             | Cyklist                 | Placering              |
| 201                                           | Tibor del Grosso (NED)  | 81.                    |
| 202                                           | Tobias Bayer (AUT)      | 96.                    |
| 203                                           | Ramses Debruyne (BEL)   | 72.                    |
| 204                                           | Timo Kielich (BEL)      | 83.                    |
| 205                                           | Edward Planckaert (BEL) | 97.                    |
| 206                                           | Oscar Riesebeek (NED)   | 112.                   |
| 207                                           | Luca Vergallito (ITA)   | 22.                    |
| Sportchef : Frederik Willems, Jens Keukeleire |                         |                        |

| Caja Rural-Seguros RGA CJR                         | Caja Rural-Seguros RGA CJR | Caja Rural-Seguros RGA CJR |
| -------------------------------------------------- | -------------------------- | -------------------------- |
| #                                                  | Cyklist                    | Placering                  |
| 211                                                | Iúri Leitão (POR)          | DNF-8                      |
| 212                                                | Sebastian Berwick (AUS)    | DNF-8                      |
| 213                                                | Samuel Fernández (ESP)     | 114.                       |
| 214                                                | Joel Nicolau (ESP)         | 106.                       |
| 215                                                | Jakub Otruba (CZE)         | 95.                        |
| 216                                                | Thomas Silva (URU)         | 48.                        |
| 217                                                | Gorka Sorarrain (ESP)      | DNF-2                      |
| Sportchef : Rubén Martínez, Genaro Prego Dominguez |                            |                            |

| Team Visma \| Lease a Bike TVL               | Team Visma \| Lease a Bike TVL   | Team Visma \| Lease a Bike TVL |
| -------------------------------------------- | -------------------------------- | ------------------------------ |
| #                                            | Cyklist                          | Placering                      |
| 1                                            | Matteo Jorgenson (USA)           | 1.                             |
| 2                                            | Edoardo Affini (ITA) (tempolopp) | 104.                           |
| 3                                            | Victor Campenaerts (BEL)         | 56.                            |
| 4                                            | Per Strand Hagenes (NOR)         | DNF-8                          |
| 5                                            | Bart Lemmen (NED)                | 71.                            |
| 6                                            | Jonas Vingegaard (DEN)           | DNS-6                          |
| 7                                            | Axel Zingle (FRA)                | 53.                            |
| Sportchef : Frans Maassen, Arthur Van Dongen |                                  |                                |

| Soudal Quick-Step SOQ                  | Soudal Quick-Step SOQ        | Soudal Quick-Step SOQ |
| -------------------------------------- | ---------------------------- | --------------------- |
| #                                      | Cyklist                      | Placering             |
| 11                                     | Maximilian Schachmann (GER)  | 17.                   |
| 12                                     | Ayco Bastiaens (BEL)         | 102.                  |
| 13                                     | Yves Lampaert (BEL)          | 86.                   |
| 14                                     | Tim Merlier (BEL) (landsväg) | DNF-8                 |
| 15                                     | Dries Van Gestel (BEL)       | 76.                   |
| 16                                     | Bert Van Lerberghe (BEL)     | DNF-8                 |
| 17                                     | Ilan Van Wilder (BEL)        | 10.                   |
| Sportchef : Tom Steels, Dries Devenyns |                              |                       |

| UAE Team Emirates XRG UAD                    | UAE Team Emirates XRG UAD         | UAE Team Emirates XRG UAD |
| -------------------------------------------- | --------------------------------- | ------------------------- |
| #                                            | Cyklist                           | Placering                 |
| 21                                           | Brandon McNulty (USA) (tempolopp) | DNF-8                     |
| 22                                           | João Almeida (POR)                | 6.                        |
| 23                                           | Ivo Oliveira (POR)                | 105.                      |
| 24                                           | Juan Sebastián Molano (COL)       | DNS-7                     |
| 25                                           | Jhonatan Narváez (ECU) (landsväg) | 37.                       |
| 26                                           | Nils Politt (GER) (tempolopp)     | 40.                       |
| 27                                           | Pavel Sivakov (FRA)               | 85.                       |
| Sportchef : Fabio Baldato, Simone Pedrazzini |                                   |                           |

| Lidl-Trek LTK                              | Lidl-Trek LTK                | Lidl-Trek LTK |
| ------------------------------------------ | ---------------------------- | ------------- |
| #                                          | Cyklist                      | Placering     |
| 31                                         | Mattias Skjelmose (DEN)      | DNF-7         |
| 32                                         | Julien Bernard (FRA)         | DNS-4         |
| 33                                         | Ryan Gibbons (RSA)           | DNF-5         |
| 34                                         | Daan Hoole (NED) (tempolopp) | 57.           |
| 35                                         | Alex Kirsch (LUX)            | 65.           |
| 36                                         | Mads Pedersen (DEN)          | 26.           |
| 37                                         | Otto Vergaerde (BEL)         | 79.           |
| Sportchef : Steven de Jongh, Michael Schär |                              |               |

| Red Bull-Bora-Hansgrohe RBH            | Red Bull-Bora-Hansgrohe RBH | Red Bull-Bora-Hansgrohe RBH |
| -------------------------------------- | --------------------------- | --------------------------- |
| #                                      | Cyklist                     | Placering                   |
| 41                                     | Aleksandr Vlasov            | 35.                         |
| 42                                     | Florian Lipowitz (GER)      | 2.                          |
| 43                                     | Ryan Mullen (IRL)           | 110.                        |
| 44                                     | Matteo Sobrero (ITA)        | 28.                         |
| 45                                     | Mick van Dijke (NED)        | 91.                         |
| 46                                     | Danny van Poppel (NED)      | DNF-2                       |
| 47                                     | Ben Zwiehoff (GER)          | 36.                         |
| Sportchef : Patxi Vila, Shane Archbold |                             |                             |

| Team Jayco AlUla JAY                      | Team Jayco AlUla JAY            | Team Jayco AlUla JAY |
| ----------------------------------------- | ------------------------------- | -------------------- |
| #                                         | Cyklist                         | Placering            |
| 51                                        | Ben O'Connor (AUS)              | 14.                  |
| 52                                        | Luke Durbridge (AUS) (landsväg) | DNF-2                |
| 53                                        | Michael Hepburn (AUS)           | 111.                 |
| 54                                        | Michael Matthews (AUS)          | 55.                  |
| 55                                        | Kelland O'Brien (AUS)           | 66.                  |
| 56                                        | Mauro Schmid (SUI) (landsväg)   | 33.                  |
| 57                                        | Max Walscheid (GER)             | DNS-7                |
| Sportchef : Mathew Hayman, Pieter Weening |                                 |                      |

| Ineos Grenadiers IGD                        | Ineos Grenadiers IGD           | Ineos Grenadiers IGD |
| ------------------------------------------- | ------------------------------ | -------------------- |
| #                                           | Cyklist                        | Placering            |
| 61                                          | Thymen Arensman (NED)          | 3.                   |
| 62                                          | Tobias Foss (NOR)              | 9.                   |
| 63                                          | Bob Jungels (LUX)              | 67.                  |
| 64                                          | Magnus Sheffield (USA)         | 4.                   |
| 65                                          | Ben Swift (GBR)                | 74.                  |
| 66                                          | Josh Tarling (GBR) (tempolopp) | 27.                  |
| 67                                          | Samuel Watson (GBR)            | 77.                  |
| Sportchef : Christian Knees, Leonardo Basso |                                |                      |

| Decathlon-AG2R La Mondiale DAT           | Decathlon-AG2R La Mondiale DAT | Decathlon-AG2R La Mondiale DAT |
| ---------------------------------------- | ------------------------------ | ------------------------------ |
| #                                        | Cyklist                        | Placering                      |
| 71                                       | Felix Gall (AUT)               | 18.                            |
| 72                                       | Bruno Armirail (FRA)           | 62.                            |
| 73                                       | Stefan Bissegger (SUI)         | 43.                            |
| 74                                       | Sander De Pestel (BEL)         | 82.                            |
| 75                                       | Oliver Naesen (BEL)            | 59.                            |
| 76                                       | Aurélien Paret-Peintre (FRA)   | 12.                            |
| 77                                       | Callum Scotson (AUS)           | 61.                            |
| Sportchef : Cyril Dessel, Sébastien Joly |                                |                                |

| Bahrain Victorious TBV                       | Bahrain Victorious TBV  | Bahrain Victorious TBV |
| -------------------------------------------- | ----------------------- | ---------------------- |
| #                                            | Cyklist                 | Placering              |
| 81                                           | Santiago Buitrago (COL) | DNF-4                  |
| 82                                           | Matevž Govekar (SLO)    | 109.                   |
| 83                                           | Kamil Gradek (POL)      | 113.                   |
| 84                                           | Jack Haig (AUS)         | 30.                    |
| 85                                           | Lenny Martinez (FRA)    | 24.                    |
| 86                                           | Fred Wright (GBR)       | 68.                    |
| 87                                           | Edoardo Zambanini (ITA) | 42.                    |
| Sportchef : Roman Kreuziger, Aart Vierhouten |                         |                        |

| Team Picnic-PostNL TPP                   | Team Picnic-PostNL TPP     | Team Picnic-PostNL TPP |
| ---------------------------------------- | -------------------------- | ---------------------- |
| #                                        | Cyklist                    | Placering              |
| 91                                       | Warren Barguil (FRA)       | 34.                    |
| 92                                       | Tobias Lund Andresen (DEN) | 84.                    |
| 93                                       | John Degenkolb (GER)       | 94.                    |
| 94                                       | Sean Flynn (GBR)           | 92.                    |
| 95                                       | Fabio Jakobsen (NED)       | DNF-5                  |
| 96                                       | Tim Naberman (NED)         | DNF-7                  |
| 97                                       | Julius van den Berg (NED)  | 89.                    |
| Sportchef : Melvin Rullière, Rudie Kemna |                            |                        |

| Movistar Team MOV                             | Movistar Team MOV                  | Movistar Team MOV |
| --------------------------------------------- | ---------------------------------- | ----------------- |
| #                                             | Cyklist                            | Placering         |
| 101                                           | Iván Romeo (ESP)                   | 21.               |
| 102                                           | William Barta (USA)                | 15.               |
| 103                                           | Pablo Castrillo (ESP)              | 11.               |
| 104                                           | Jefferson Cepeda (ECU) (tempolopp) | DNF-7             |
| 105                                           | Iván García Cortina (ESP)          | 51.               |
| 106                                           | Lorenzo Milesi (ITA)               | 60.               |
| 107                                           | Manlio Moro (ITA)                  | 98.               |
| Sportchef : Pablo Lastras, José Joaquín Rojas |                                    |                   |

| Tudor Pro Cycling Team TUD                        | Tudor Pro Cycling Team TUD | Tudor Pro Cycling Team TUD |
| ------------------------------------------------- | -------------------------- | -------------------------- |
| #                                                 | Cyklist                    | Placering                  |
| 111                                               | Julian Alaphilippe (FRA)   | 44.                        |
| 112                                               | Alberto Dainese (ITA)      | DNS-8                      |
| 113                                               | Robin Froidevaux (SUI)     | DNS-7                      |
| 114                                               | Marco Haller (AUT)         | 88.                        |
| 115                                               | Fabian Lienhard (SUI)      | 103.                       |
| 116                                               | Michael Storer (AUS)       | 5.                         |
| 117                                               | Matteo Trentin (ITA)       | 39.                        |
| Sportchef : Morgan Lamoisson, Sylvain Blanquefort |                            |                            |

| Groupama-FDJ GFC                         | Groupama-FDJ GFC       | Groupama-FDJ GFC |
| ---------------------------------------- | ---------------------- | ---------------- |
| #                                        | Cyklist                | Placering        |
| 121                                      | Guillaume Martin (FRA) | 13.              |
| 122                                      | Rémi Cavagna (FRA)     | 58.              |
| 123                                      | Kevin Geniets (LUX)    | 25.              |
| 124                                      | Thibaud Gruel (FRA)    | 69.              |
| 125                                      | Johan Jacobs (SUI)     | 50.              |
| 126                                      | Stefan Küng (SUI)      | 45.              |
| 127                                      | Enzo Paleni (FRA)      | 90.              |
| Sportchef : Yvon Caër, Benoît Vaugrenard |                        |                  |

| XDS Astana Team XAT                         | XDS Astana Team XAT       | XDS Astana Team XAT |
| ------------------------------------------- | ------------------------- | ------------------- |
| #                                           | Cyklist                   | Placering           |
| 131                                         | Harold Tejada (COL)       | 8.                  |
| 132                                         | Cees Bol (NED)            | DNS-7               |
| 133                                         | Clément Champoussin (FRA) | 7.                  |
| 134                                         | Anthon Charmig (DEN)      | 101.                |
| 135                                         | Yevgeniy Fedorov (KAZ)    | 99.                 |
| 136                                         | Mike Teunissen (NED)      | 52.                 |
| 137                                         | Nicolas Vinokurov (KAZ)   | 47.                 |
| Sportchef : Dmitrij Fofonov, Peter Kennaugh |                           |                     |

| Arkéa-B&B Hotels ARK                      | Arkéa-B&B Hotels ARK     | Arkéa-B&B Hotels ARK |
| ----------------------------------------- | ------------------------ | -------------------- |
| #                                         | Cyklist                  | Placering            |
| 141                                       | Arnaud Démare (FRA)      | DNS-7                |
| 142                                       | Ewen Costiou (FRA)       | 49.                  |
| 143                                       | Raúl García Pierna (ESP) | 16.                  |
| 144                                       | Thibault Guernalec (FRA) | 54.                  |
| 145                                       | Miles Scotson (AUS)      | 108.                 |
| 146                                       | Florian Sénéchal (FRA)   | DNF-2                |
| 147                                       | Pierre Thierry (FRA)     | 107.                 |
| Sportchef : Arnaud Gérard, Laurent Pichon |                          |                      |

| EF Education-EasyPost EFE                      | EF Education-EasyPost EFE | EF Education-EasyPost EFE |
| ---------------------------------------------- | ------------------------- | ------------------------- |
| #                                              | Cyklist                   | Placering                 |
| 151                                            | Neilson Powless (USA)     | 31.                       |
| 152                                            | Vincenzo Albanese (ITA)   | 87.                       |
| 153                                            | Kasper Asgreen (DEN)      | DNS-2                     |
| 154                                            | Owain Doull (GBR)         | 46.                       |
| 155                                            | Georg Steinhauser (GER)   | 38.                       |
| 156                                            | Harry Sweeny (AUS)        | 64.                       |
| 157                                            | Max Walker (GBR)          | DNF-8                     |
| Sportchef : Sebastian Langeveld, Andreas Klier |                           |                           |

| Uno-X Mobility UXM                               | Uno-X Mobility UXM          | Uno-X Mobility UXM |
| ------------------------------------------------ | --------------------------- | ------------------ |
| #                                                | Cyklist                     | Placering          |
| 161                                              | Alexander Kristoff (NOR)    | DNF-7              |
| 162                                              | Jonas Abrahamsen (NOR)      | DNS-7              |
| 163                                              | Amund Grøndahl Jansen (NOR) | DNS-4              |
| 164                                              | Johannes Kulset (NOR)       | 32.                |
| 165                                              | Andreas Leknessund (NOR)    | 29.                |
| 166                                              | Anders Skaarseth (NOR)      | 78.                |
| 167                                              | Rasmus Fossum Tiller (NOR)  | 93.                |
| Sportchef : Stig Kristiansen, Christian Andersen |                             |                    |

| Cofidis COF                                    | Cofidis COF                 | Cofidis COF |
| ---------------------------------------------- | --------------------------- | ----------- |
| #                                              | Cyklist                     | Placering   |
| 171                                            | Stanisław Aniołkowski (POL) | DNS-7       |
| 172                                            | Aimé De Gendt (BEL)         | DNS-7       |
| 173                                            | Clément Izquierdo (FRA)     | 80.         |
| 174                                            | Sam Maisonobe (FRA)         | DNF-4       |
| 175                                            | Sylvain Moniquet (BEL)      | DNF-5       |
| 176                                            | Anthony Perez (FRA)         | 73.         |
| 177                                            | Sergio Samitier (ESP)       | 75.         |
| Sportchef : Jimmy Engoulvent, Jean-Luc Jonrond |                             |             |

| Intermarché-Wanty IWA                            | Intermarché-Wanty IWA                | Intermarché-Wanty IWA |
| ------------------------------------------------ | ------------------------------------ | --------------------- |
| #                                                | Cyklist                              | Placering             |
| 181                                              | Georg Zimmermann (GER)               | 20.                   |
| 182                                              | Kobe Goossens (BEL)                  | 19.                   |
| 183                                              | Hugo Page (FRA)                      | DNS-7                 |
| 184                                              | Adrien Petit (FRA)                   | DNF-8                 |
| 185                                              | Dion Smith (NZL)                     | 63.                   |
| 186                                              | Taco van der Hoorn (NED)             | DNS-3                 |
| 187                                              | Roel Daan van Sintmaartensdijk (NED) | DNS-8                 |
| Sportchef : Steven De Neef, Pieter Vanspeybrouck |                                      |                       |

| Team TotalEnergies TEN                  | Team TotalEnergies TEN   | Team TotalEnergies TEN |
| --------------------------------------- | ------------------------ | ---------------------- |
| #                                       | Cyklist                  | Placering              |
| 191                                     | Anthony Turgis (FRA)     | DNF-7                  |
| 192                                     | Steff Cras (BEL)         | DNF-4                  |
| 193                                     | Alexandre Delettre (FRA) | 70.                    |
| 194                                     | Thomas Gachignard (FRA)  | 41.                    |
| 195                                     | Émilien Jeannière (FRA)  | 100.                   |
| 196                                     | Jordan Jegat (FRA)       | 23.                    |
| 197                                     | Samuel Leroux (FRA)      | DNF-5                  |
| Sportchef : Romain Sicard, Thibaut Macé |                          |                        |

| Alpecin-Deceuninck ADC                        | Alpecin-Deceuninck ADC  | Alpecin-Deceuninck ADC |
| --------------------------------------------- | ----------------------- | ---------------------- |
| #                                             | Cyklist                 | Placering              |
| 201                                           | Tibor del Grosso (NED)  | 81.                    |
| 202                                           | Tobias Bayer (AUT)      | 96.                    |
| 203                                           | Ramses Debruyne (BEL)   | 72.                    |
| 204                                           | Timo Kielich (BEL)      | 83.                    |
| 205                                           | Edward Planckaert (BEL) | 97.                    |
| 206                                           | Oscar Riesebeek (NED)   | 112.                   |
| 207                                           | Luca Vergallito (ITA)   | 22.                    |
| Sportchef : Frederik Willems, Jens Keukeleire |                         |                        |

| Caja Rural-Seguros RGA CJR                         | Caja Rural-Seguros RGA CJR | Caja Rural-Seguros RGA CJR |
| -------------------------------------------------- | -------------------------- | -------------------------- |
| #                                                  | Cyklist                    | Placering                  |
| 211                                                | Iúri Leitão (POR)          | DNF-8                      |
| 212                                                | Sebastian Berwick (AUS)    | DNF-8                      |
| 213                                                | Samuel Fernández (ESP)     | 114.                       |
| 214                                                | Joel Nicolau (ESP)         | 106.                       |
| 215                                                | Jakub Otruba (CZE)         | 95.                        |
| 216                                                | Thomas Silva (URU)         | 48.                        |
| 217                                                | Gorka Sorarrain (ESP)      | DNF-2                      |
| Sportchef : Rubén Martínez, Genaro Prego Dominguez |                            |                            |

Förklaringar
DNF = Fullföljde inte, OTL = Utanför tidsgränsen, DNS = Startade inte, DSQ = Diskvalificerad